# Moore (Leine)
Die Moore ist ein westlicher Zufluss der Leine im Landkreis Northeim. 
Sie entsteht am westlichen Ortsrand von Moringen, fließt verrohrt bis zum Stadtpark im Süden Moringens und nimmt im Südosten der Stadt die Flaake auf, ihren größten Zufluss. Anschließend wird am südöstlichen Ortsrand das Abwasser der städtischen Kläranlage eingeleitet. 
Im weiteren Verlauf fließt die Moore parallel zur Sollingbahn nach Osten, an Schnedinghausen vorbei und durch Berwartshausen hindurch, wo sie von der  A 7 überquert wird. In Höckelheim mündet  die Moore schließlich in die Leine, kurz nachdem sie die B 241 gekreuzt hat. 